# João Alves de Assis Silva
João Alves de Assis Silva (nascut el 20 de març de 1987), més conegut com a Jô, és un futbolista brasiler que juga pel Ceará.
El 7 de maig de 2014 el seleccionador brasiler Luiz Felipe Scolari el va incloure a la llista final de 23 jugadors que representaran el Brasil a la Copa del Món de Futbol de 2014.